# Sigøjnere
Sigøjnere (ældre betegnelse tatere) er en bred samlebetegnelse på flere beslægtede folkeslag, der findes i alle seks befolkede verdensdele, nogle af dem har været eller er nomader/nomadiske. Deres etniske oprindelse er omstridt og ukendt, men det menes at nogle af dem stammer fra det nordlige Indien, hvor de udvandrede 800-1300tallet, eftersom nogle af dem taler det indoariske sprog romani. Betegnelsen sigøjner er afledt af tysk zigeuner. Flest sigøjnere menes at leve i Europa, hvor der lever omkring 5-6 mio., hvilket er omkring halvdelen af alle sigøjnere, men de er også udbredte i lande som USA og Brasilien.
Begrebet sigøjnere benyttes primært af omverdenen, selv foretrækker de fleste af dem deres egne etniske betegnelser. Begrebet sigøjner kan opfattes stigmatiserende og som en etnisk stereotyp og sigøjnere udnævnes ofte som syndebukke, fx under 2. verdenskrig hvor omkring 500.000 døde i koncentrationslejre. Nogle af de roma-beslægtede folkeslag kalder dog sig selv for sigøjnere og foretrækker denne betegnelse.
Kendte folkeslag der til tider kaldes sigøjnere omfatter: Romaer, sintier, manousher, romanichaler og kaléer. Den største etniske gruppe er romaer.

## Sigøjnere i Danmark
Sigøjnere i Danmark er langtfra en ensartet gruppe. Antallet blev i 1990'erne anslået til at være 2000-4000. Nogle af dem er efterkommere af tatere. Der findes ingen national organisation, i modsætning til nogle andre lande.

## Zigeuner
På tysk har zigeuner to betydninger:
1. En betegnelse for et folkeslag med en fælles kultural og etnisk baggrund. En livsstil der også er beskrevet som uregelmæssig op til "nomadisk", som ubundet, afvigende eller kriminel anses som faste kendetegn. Begrebet opstod i slutningen af 1700-tallet.
2. En betegnelse for forskellige etniske og sociale grupper, hvis medlemmer tilskrives en livsstil, der er beskrevet som rastløs, rodløs, afvigende og / eller kriminel. Denne benævnelse opstod med begyndelsen af den tidlige moderne periode.

## Gypsy
Det engelske ord for sigøjner er gypsy, hvilket er afledt af afledt af mellemengelsk: Gipcyan, Gypcyan, (gyptisk), fra gammelfransk: Gyptien. Det er forkortelse for "egyptisk", fra latin: Aegyptius, for da romaerne dukkede op i England i det 16. århundrede, blev de fejlagtigt antaget at være kommet fra Egypten. Albansk: Evgit, græsk: γύφτος (Gýftos), italiensk: Gitano og spansk: Gitano har samme oprindelse.